# Villalobar de Rioja
Villalobar de Rioja est une commune de la communauté autonome de La Rioja, en Espagne.